# ساوث بارك

شخصيات ساوث بارك

ساوث بارك (South Park) هو مسلسل كرتوني تلفزيوني أمريكي حاز على العديد من الجوائز. قصته تدور حول أربعة أطفال في المدرسة الابتدائية يعيشون في مدينة ساوث بارك الخيالية بولاية كولورادو. ألف المسلسل وكتبه مات ستون وتري باركر. يعرض المسلسل في قناة كوميدي سنترال الأمريكية منذ 13 أغسطس 1997.
يعرف ساوث بارك بتعامله الفظ مع الأحداث الجارية والمشاهير. أذيع منه لغاية اليوم 319 حلقة وأكثر من 20 جزء للمسلسل، مدة كل حلقة حوالي 22 دقيقة. كل جزء يعرض بنصفين في فصلي الربيع والخريف.
رغم أنه موجه في الأساس لكبار السن، إلا أن العديد من الأشخاص من مختلف الأعمار يشاهدونه. لا يملك المسلسل أيّ رؤى سياسية واضحة، كما يحتوي على الكثير من الكلمات البذيئة جداً والمشاهد الجنسية ، لذا يُعرض تحذيرٌ في بداية كُل حلقة من المسلسل لتنبيه المشاهدين بأنه غير مناسب للجميع.
من أبرز شخصيات المسلسل: ستان مارش، وكايل بروفلوفسكي، وإريك كارتمان، وكيني ماكورميك، وبترز ستوتش

## البدايات
تعود بدايات المسلسل الي عام 1992 عندما قرر المؤلفان عمل فيلم صغير في الجامعة. في عام 1995 قام المولفان بعمل أول حلقة من حلقات المسلسل The Spirit of Christmas وقد حاز شهرة سريعة عن طريق الطبع والتداول عبر الإنترنت، ومن هنا تعاقدت شركة كوميدي سنترال معهم ليتم أول بث رسمي للحلقات في 13 أغسطس 1997.

## التطور
يندرج المسلسل تحت قائمة الكوميديا السوداء مما أدى إلى صدمة بعض الناس عند مشاهدته للمرات الأولى، ولذلك قامت الشركة بوضع تنويه قبل بداية كل حلقة محذرة من الألفاظ البذيئة وأنه غير مناسب لكل الأعمار.
يقوم المسلسل بالسخرية اللاذعة من المشاهير والأديان والأحداث السياسية الجارية، وتم عرض شخصيات وصور للرب ول محمد ولعيسى خلال حلقاته، ومتابعي المسلسل ربما يلاحظون التغير في الجرافيك على امتداد الحلقات بعد استبدال آليات القص واللصق بتقنيات الكمبيوتر. نال المسلسل شهرة واسعة في العالم كله وذلك لمواكبته الأحداث الجارية مثل القبض على صدام حسين وأحداث مشاهير وفناني هوليوود والمسلسلات والبرامج الأمريكية وغيرها، تم إنتاج 18 موسمًا حتى الآن

## الفيلم
تم إطلاق ساوث بارك-الفيلم مقتبس من شخصيات المسلسل في 1999 تحت اسم South Park: Bigger, Longer & Uncut بعد النجاح الكبير الذي حققه المسلسل في موسميه الأول والثاني، وجدير بالذكر أن الفيلم حصد أكثر من 83 مليون دولار في شباك التذاكر في العالم ودخل الفلم في موسوعة جينيس للأرقام القياسية (كأكثر فيلم كرتوني يذكر الألفاظ البذيئة).

## الموسيقى
تم إطلاق ألبوم يسمى Chef Aid: The South Park Album، في 1998 ويحتوي على 21 أغنية، في الأسفل قائمة أغاني الألبوم :
```
 1. "South Park Theme" (Primus) – 0:41
 2. "Nowhere to Run" (Ozzy Osbourne/DMX/Ol' Dirty Bastard/The Crystal Method) – 4:40
 3. "Chocolate Salty Balls (P.S. I Love You)" (Chef) – 3:55
 4. "Brad Logan" (Rancid) – 2:16
 5. "Come Sail Away" (Eric Cartman) – 5:12
 6. "Kenny's Dead" (Master P) – 3:24 (Homage to Freddie's Dead by Curtis Mayfield on the Super Fly Soundtrack)[1]
 7. "Simultaneous" (Chef) – 3:17
 8. "Will They Die 4 You" (Remix) (Mase/Puff Daddy/Lil' Kim/System of a Down) – 3:52
 9. "Hot Lava" (Perry Farrell and DVDA) – 3:50
10. "Bubblegoose" (Remix) (Wyclef Jean with Stan, Kyle, Kenny and Cartman) – 2:52
11. "No Substitute" (Chef) – 4:47
12. "Wake Up Wendy" (Elton John) – 5:58
13. "Horny" (Mousse T. vs. Hot 'N' Juicy) – 3:31
14. "Huboon Stomp" (Devo) – 3:21
15. "Love Gravy" (Rick James and Ike Turner) – 4:01
16. "Feel Like Makin' Love" (Ned Gerblansky) – 3:26
17. "The Rainbow" (Ween) – 2:45
18. "Tonight Is Right for Love" (Chef and Meat Loaf) – 3:03
19. "It's a Rockin' World" (Joe Strummer featuring Tom Morello on guitar) – 2:31
20. "Mephisto and Kevin" (Primus) – 5:18
21. "Mentally Dull (Think Tank Remix)" (Vitro featuring the cast of South Park Remixed by Paul Robb) – 4:34
```

## الألعاب
تم إنتاج عدة ألعاب فيديو مقتبسة من المسلسل مثل South Park: Chef's Luv Shack، التم تم إطلاقها عام 1999 وSouth Park Rally، في 2000 وSouth Park Let's Go Tower Defense Play!، للاكس بوكس.[[South_Park:_Chef's_Luv_Shack]|[]] [[:en:South_Park:_Chef's_Luv_Shack]|[الإنجليزية]]] 
و تم إطلاق لعبة South Park : The Stick Of The Truth في 2014 لأجهزة الكونسول والكومبيوتر

## التاثير الثقافي
اختيار المسلسل للمسائل الممنوعة والمسائل السياسية الجارحة وتعرضه للمسائل الدينية أدى إلى انتقاده بشدة من قبل العديد من النقاد مثل حلقة تسمى It Hits the Fan تم ذكر كلمة (shit) فيها أكثر من 160 مرة، وحلقة تتعرض للعذراء مريم تسمى "Bloody Mary" تم انتقادها بشدة من قبل المنظمات المسيحية والكاثوليك، وحلقة عرضت في الموسم التاسع تسمى Trapped in the Closet تتعرض للمذهب الساينتلوجي وحلقة تسمى "Quintuplets 2000 تتعرض لقضية الطفل الكوبي اليان غونزاليس في 1999 وحلقة عرضت في الموسم الثاني عشر About Last Night تعرض باراك أوباما وكيف نجح في الانتخابات الرئاسية الأميركية 2008 وحلقة تتعرض للنبي (محمد) في الموسم الرابع عشر تسمى 200 ساوث بارك.

## المواقع والشخصيات
يتبع العرض مآثر أربعة أولاد، ستان مارش وكايل بروفلوفسكي وإريك كارتمان وكيني ماكورميك. يعيش الأولاد في بلدة ساوث بارك الخيالية، التي تقع داخل حوض ساوث بارك الموجود على أرض الواقع في جبال روكي بوسط كولورادو. تعد البلدة أيضًا موطنًا لمجموعة متنوعة من الشخصيات المعتادة مثل الطلاب والعائلات وموظفي المدارس الابتدائية وغيرهم من السكان الذين يميلون إلى اعتبار ساوث بارك مكانًا لطيفًا وهادئًا للعيش فيه. تتضمن المواقع البارزة في البرنامج المدرسة الابتدائية المحلية وموقف الحافلات والعديد من الأحياء والمناظر الطبيعية الثلجية المحيطة بها ومعالم كولورادو الحقيقية والمحلات التجارية والشركات على طول الشارع الرئيسي في المدينة، والتي تستند جميعها بالشكل على مواقع مماثلة في بلدة فيربلاي كولورادو.
صُور ستان على أنه الإنسان العادي في المجموعة، إذ وصفه موقع البرنامج بأنه «طالب أمريكي تقليدي في الصف الرابع». كايل هو اليهودي الوحيد في المجموعة، وغالبًا ما يُتعامل مع تصويره بها الدور بصورة ساخرة. صُمم ستان على غرار باركر، بينما صُمم كايل على غرار ستون. الاثنان أصدقاء مقربين، وصداقتهم، تهدف رمزيًا لتعكس صداقة باركر وستون، وهي موضوع شائع في السلسلة. إريك كارتمان (الملقب عادةً باسم عائلته فقط) هو صوت عالٍ وبغيض وغير أخلاقي، وغالبًا ما يُصور على أنه الغريم. أدى موقفه المعادي للسامية إلى تنافس متزايد مع كايل، على الرغم من أن السبب الأعمق للخلاف هو الصدام القوي بين الأخلاق القوية لكايل والافتقار التام للأخلاق عند كارتمان. يرتدي كيني، الذي ينتمي إلى عائلة فقيرة، قلنسوة سترته بإحكام لدرجة تغطيتها معظم وجهه وكتمها لكلامه. خلال المواسم الخمسة الأولى للبرنامج، يموت كيني في كل حلقة تقريبًا قبل أن يعود في الحلقة التالية دون إعطاء تفسير حاسم لذلك أو مع تفسير قليل غير حاسم. أُقصيت شخصيته من الموسم السادس للمسلسل في عام 2002، وعادت لتظهر في نهاية الموسم. منذ ذلك الحين، نادراً ما استُخدم موت كيني من قبل صانعو البرنامج. خلال أول 58 حلقة من البرنامج، كان الأولاد في الصف الثالث. في الموسم الرابع وفي الحلقة المسماة «الصف الرابع» في عام (2000)، دخلوا الصف الرابع، وبقوا هناك منذ ذلك الحين.
غالبًا ما تدفع الأحداث الحبكة، التي تتدرج بين أحداث نموذجية عادية وأحداث غير طبيعية وغير عادية، الأمر الذي يحدث كثيرًا في البلدة. غالبًا ما يمثل الأولاد صوت للعقل عندما تسبب هذه الأحداث في حالة من الذعر أو سلوك غير مقبول بين السكان البالغين، الذين يُصورا عادةً على أنهم غير عقلانيين وساذجين ويميلون إلى إحداث شغب. كثيرًا ما يشعر الأولاد بالحيرة بسبب السلوك المتناقض والمنافق لأهاليهم والبالغين الآخرين، وغالبًا ما ينظرون إليهم كأشخاص بآراء محرفة حول الأخلاق والمجتمع.

## المواضيع والأسلوب
تبدأ كل حلقة بالتعبير الساخر لإخلاء مسؤوليتهم بأن جميع الشخصيات وهمية: «جميع الشخصيات والأحداث في هذا البرنامج، حتى الشخصيات القائمة على أناس حقيقيين، خيالية تمامًا. جميع أصوات المشاهير تُقلد من قبل أشخاص آخرين... بصورة سيئة. البرنامج التالي يحتوي على لغة فظة وبسبب محتواه، يجب ألا يشاهده أي شخص».
كان ساوث بارك أول برنامج أسبوعي يحصل على تصنيف تي في إم إيه، وهو مخصص عمومًا للجمهور من البالغين. يستخدم الأولاد ومعظم الشخصيات الفرعية الألفاظ النابية الشديدة، مع إخفاء الكلمات الأكثر تحريمًا بصوت خلال بث تقليدي. يرى باركر وستون أنه هذه هي الطريقة التي يتحدث بها الأولاد الصغار في الحياة الواقعية عندما يكونون وحدهم.

## وصلات خارجية
- ساوث بارك على موقع IMDb (الإنجليزية)
- ساوث بارك على موقع ميتاكريتيك (الإنجليزية)
- ساوث بارك على موقع الموسوعة البريطانية (الإنجليزية)
- ساوث بارك على موقع روتن توميتوز (الإنجليزية)
- ساوث بارك على موقع نتفليكس (الإنجليزية)
- ساوث بارك على موقع فيلمافينيتي (الإسبانية)
- ساوث بارك على موقع كينوبويسك (الروسية)
- ساوث بارك على موقع ألو سيني (الفرنسية)
- ساوث بارك على موقع قاعدة بيانات الفيلم (الإنجليزية)

- الموقع الرسمي
- ساوث بارك في موقع IMDb